# Csipkés pörölycápa
A csipkés pörölycápa (Sphyrna lewini) a porcos halak (Chondrichthyes) osztályának kékcápaalakúak (Carcharhiniformes) rendjébe, ezen belül a pörölycápafélék (Sphyrnidae) családjába tartozó faj.

## Előfordulása

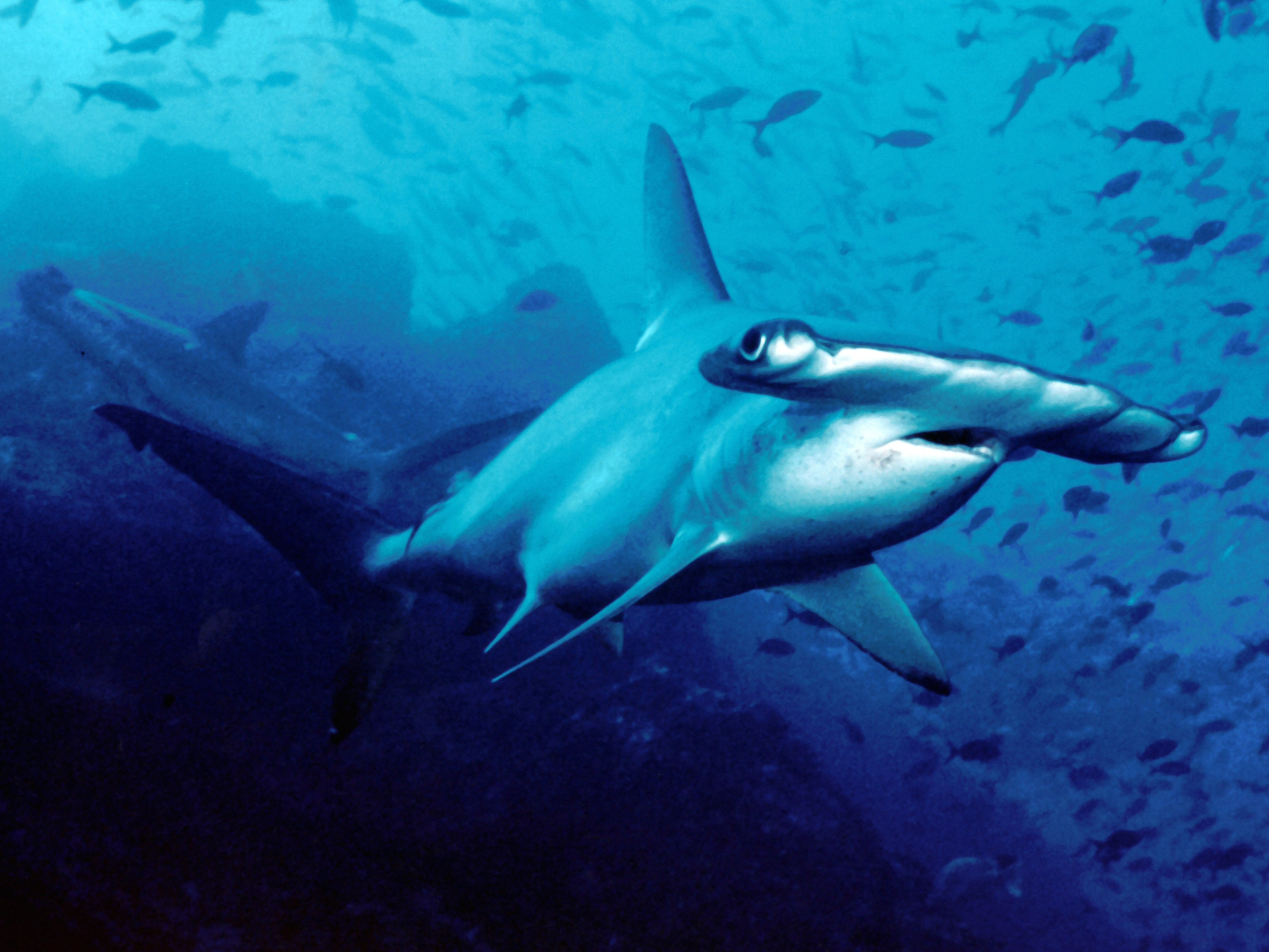
Természetes élőhelyén, Costa Rica vizeiben

A csipkés pörölycápa az Atlanti-, a Csendes- és az Indiai-óceán meleg és mérsékelt övi vizeiben honos ragadozó. Elterjedési területe az Atlanti-óceán nyugati részén, az amerikai New Jerseytől a Mexikói-öblön és a Karib-tengeren keresztül, egészen Uruguayig terjed, ugyanez óceán keleti oldalán a Földközi-tenger nyugati részétől egészen Namíbiáig fordul elő. A másik előfordulási helyei a Vörös-tengertől és Kelet-Afrikától kezdve az Indiai-óceán keresztül Japánig, Új-Kaledóniáig, Hawaiig és Tahitiig terül. Kalifornia déli részétől Ecuadorig, lehetséges Peruig is megtalálható.

## Megjelenése
Általában 360 centiméter hosszú, de akár 430 centiméteresre is megnőhet; legfeljebb 152,4 kilogramm tömegű. 200-230 centiméteresen számít felnőttnek. A nagy, kalapács alakú fejének a közepén, egy dudor látható. Szemei felé, a lapított fej elvékonyodik és kissé hátrahajlik. Testszíne felül szürke, szürkésbarna vagy olívazöld; alul pedig fehéres. A mellúszók végének az alsó része szürke vagy fekete. Az első hátúszó magasan ül, míg a második hátúszó és a többi úszók lejjebb helyezkednek el.

## Életmódja

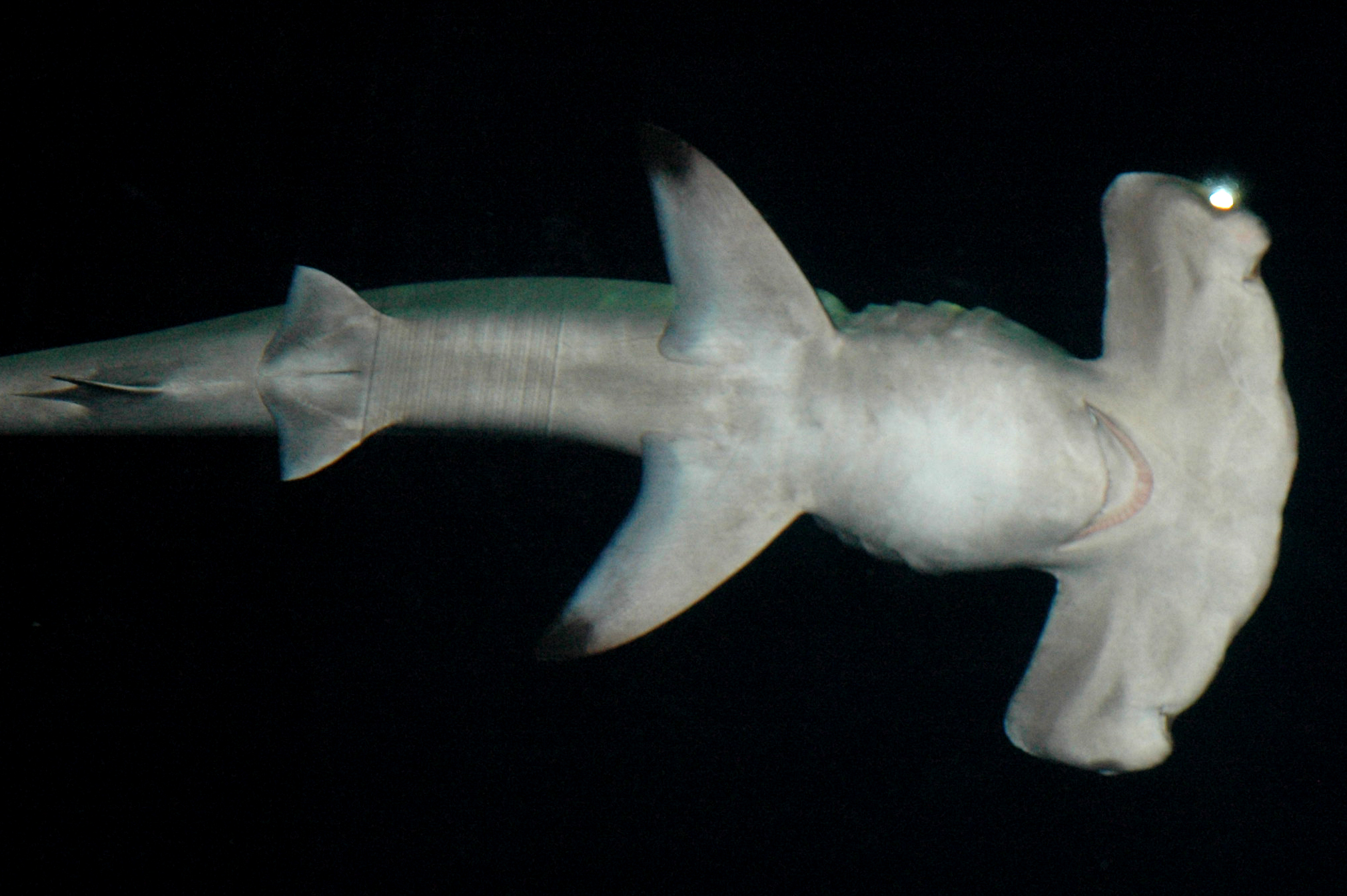
A cápa alulról, a Monterey Bay Aquariumban

A csipkés pörölycápa egyaránt kedveli a partmenti részeket, de a nyílt tengert is. Gyakran brakkvízben is látható; bemerészkedik a lagúnákba és folyótorkolatokba is. Általában, csak 25 méteres mélységben él, azonban észrevették 512 méter mélyen is. E faj egyedeinek a többsége, nyáron nagy rajokba verődve a sarkok felé vándorolnak, azonban nem vándor példányok is vannak. A felnőttek általában magányosan vagy párosan élnek, a fiatalok nagy rajokba gyűlnek össze. Tápláléka főleg csontos halak és fejlábúak, azonban ezek mellett, rákokra, cápákra és rájákra is vadászik.
Legfeljebb 35 évig él.

## Szaporodása

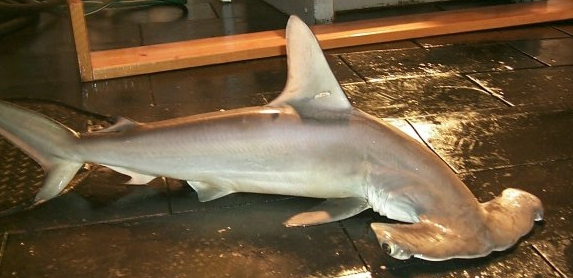
Kifogott példány a Mexikói-öbölben

Elevenszülő hal, vagyis a kis cápák az anyahal testében kelnek ki. Egy alomban 15-31 darab, 43-55 centiméter hosszú kis csipkés pörölycápa van.

## Felhasználása
Ezt a cápát ipari mértékben halásszák. A sporthorgászok is kedvelik. Frissen, fagyasztva, sózva vagy füstölve árusítják. Főleg bőréért és az úszóiért vadásszák. Májolajából vitaminokat készítenek. A nem hasznosított részeit, a tenyésztett halak táplálékaként használják.
Habár veszélyes lehet az ember számára, békés természete miatt a búvárok meg tudják közelíteni ezt a cápafajt.